# جزيرة بينجاليران الغربية
جزيرة بينجاليران الغربية وهي جزيرة من جزر إندونيسيا، وتقع في إقليم جاكارتا.